# Aenderly Lebius
Aenderly Lebius (* 6. Dezember 1858 in Tilsit; † 4. März 1921 in Berlin) war ein deutscher Charakterschauspieler mit drei Jahrzehnten Bühnenpräsenz.

## Leben
Der Sohn des Kaufmanns Hermann Lebius und seiner Frau Regina, geb. Jandin, hatte an den Universitäten von Berlin und Leipzig sechs Semester Jura studiert, bevor er im Jahre 1890 zur Schauspielerei wechselte. Lebius nahm Schauspielunterricht bei dem berühmten Kollegen Emanuel Reicher und trat sein erstes Engagement in Potsdam an.
Über Düsseldorf kam er 1895 nach Königsberg, 1897 nach Stettin. Weitere zwei Jahre darauf wechselte Lebius ans Berliner ‘Neue Theater’ und 1901 schließlich ans Hannoveraner ‘Residenztheater’. Danach kehrte er für seine verbleibenden Lebensjahre nach Berlin zurück und ging von dort mit zahlreichen Tourneebühnen auf Gastspielreisen. 
Lebius konnte zunächst vor allem Erfolge als Bonvivant und Charakterdarsteller verzeichnen. Erst zu Beginn des Ersten Weltkriegs begann der Ostpreuße auch zu filmen. Meist war er in kleinen Rollen als kauzige oder humorige Type zu sehen. 
Anfang März 1921 verübte der Schauspieler Suizid.

## Filme (Auswahl)
- 1914: Der verhängnisvolle Schatten
- 1915: Frau Annas Pilgerfahrt
- 1916: Die Gespensteruhr
- 1916: Komtesse Hella
- 1916: Streichhölzer, kauft Streichhölzer!
- 1916: Der Mann im Steinbruch
- 1917: Das Geschlecht der Schelme, 1. Teil
- 1917: Klein Doortje
- 1917: Edelweiß
- 1917: Durchlaucht Hypochonder
- 1918: Im Zeichen der Schuld
- 1918: Das Schwabemädle
- 1918: Die Stunde der Vergeltung
- 1918: Der Wüstendiamant
- 1918: Der Fluch der alten Mühle
- 1919: Mazeppa, der Volksheld der Ukraine
- 1919: Jettatore
- 1919: Der Tänzer (2 Teile)
- 1919: Der Kampf der Geschlechter
- 1920: Madame X und die ‘schwarze Hand’
- 1920: Der gelbe Tod (2 Teile)
- 1920: Dämon Blut
- 1920: Dämon Blut, 2. Teil: Vergiftetes Blut
- 1921: Das goldene Netz
- 1921: Der Liebling der Frauen